# Hallie Morse Daggett
Hallie Morse Daggett (19 de desembre de 1878-19 d'octubre de 1964) és la primera dona contractada com guarda-boscos pel Servei dels boscos dels Estats Units.
Daggett comença a treballar l'estiu del 1913 a la torre d'observació d'Eddy's Gulch al pic del mont Klamath al Bosc nacional de Klamath, al nord de la Califòrnia. La torre d'observació d'Eddy Gulch es troba sobre una muntanya aïllada, a una altitud de gairebé 2.000 m. i a 3 hores de camí amb una pujada difícil des del camp base. Daggett hi treballa sola durant quinze estius.